# Израиль на «Евровидении-1993»
Израиль участвовал в тридцать восьмом выпуске телевизионного конкурса Евровидение-1993, который проходил 15 мая в Милстрите, Ирландия. Страну представляла группа Shiru с одноимённой песней, написанной Шайке Пайковым и Йорамом Тахарлевом. Shiru выиграли традиционный израильский национальный финал Kdam Eurovision. По итогам голосования коллектив занял 24-е (предпоследнее) место из 25, набрав всего 4 очка. Из-за плохого результата Израиль выбыл из конкурса Евровидение-1994 и был понижен до «пассивного участника». Поэтому, Shiru стала предшественницей израильской заявки на Евровидение-1995 Amen в исполнении Лиоры. Израильское управление телерадиовещания транслировало конкурс без комментариев.

## До «Евровидения»

### Kdam Eurovision 1993
Израильское управление телерадиовещания с 1981 года организовывало традиционный национальный отбор под названием Kdam Eurovision для выбора заявки на Евровидение. Данная процедура была продолжена и для выбора заявки на конкурс 1993 года. Kdam Eurovision 1993 состоялся 1 апреля 1993 года в Центре имени Доля в квартале Ха-Тиква в Тель-Авиве. Ведущим был Натан Датнер, который уже представлял Израиль на Евровидении-1987 как участник дуэта Lazy Bums. Двенадцать песен было представлено, а победитель был определён посредством голосов членов жюри из семи регионов страны. В результате победу одержала группа Shiru, набравшая 67 баллов, обойдя ближайшего соперника Дорона Мазара всего на 5 баллов. Среди конкурсантов Kdam Eurovision были композитор и певец Цвика Пик, автор победной заявки Евровидения-1998 Diva для Даны Интернэшнл и певец Давид Д’Ор, впоследствии представлявший Израиль на Евровидении-2004.
| Порядок выступления | Исполнитель                      | Название песни          | Очки | Место |
| ------------------- | -------------------------------- | ----------------------- | ---- | ----- |
| 1                   | Shiru                            | Shiru                   | 67   | 1     |
| 2                   | Дорит Реувени                    | Bayit biktze hakeshet   | 36   | 6     |
| 3                   | Линет Мор Менаше                 | Aniana                  | 7    | 10    |
| 4                   | Цвика Пик                        | Artik kartiv            | 34   | 7     |
| 5                   | Дорон Мазар                      | Re’ach vatzeva          | 62   | 2     |
| 6                   | Шими Тавори                      | Chai et ma sheyesh      | 26   | 8     |
| 7                   | Эти Кари                         | Yashar letoch enay      | 22   | 9     |
| 8                   | Адам                             | Ad                      | 56   | 3     |
| 9                   | Эфи Бен-Исраэль и Натан Натансон | Marconi                 | 3    | 11    |
| 10                  | Давид Д’Ор                       | Parpar                  | 53   | 4     |
| 11                  | Мошик Дар                        | Moral                   | 37   | 5     |
| 12                  | Реувен Лави                      | Ha’olam kol kach madlik | 1    | 12    |

## На «Евровидении»
Песня Shiru была одной из двух заявок на Евровидение-1993, исполненной не только на национальном, но и на английском языке вопреки тогдашним правилам. Группа Shiru выступала под номером 24 в финале, между Испанией и Норвегией. На сцене участники были одеты в традиционную израильскую одежду с красными ленточками в знак солидарности с людьми, живущими с ВИЧ/СПИДом. Браха, Хаим, Надлер и Пройтер были в центре сцены, Шарон играла на пианино, а Варда Замир была бэк-вокалисткой. В конце песни все они выстроились в ряд перед сценой. По итогам голосования коллектив занял 24-е (предпоследнее) место из 25, набрав всего 4 очка (1 от Франции и 3 от Португалии). Этот результат стал самым худшим для Израиля в финале Евровидения. Из-за этого страна стала одной из семи участниц, которой пришлось пропустить Евровидение-1994. Израиль вернулся в 1995 году. 12 очков израильское жюри присудило Великобритании. Амир Фролих был дирижёром оркестра во время исполнения израильской заявки.